# 湯けむり女子大生騒動
『湯けむり女子大生騒動』（ゆけむりじょしだいせいそうどう）は、1994年2月15日から同年3月15日まで、テレビ朝日系列『火曜ドラマリーグ』枠で放送されていたテレビドラマ。朝日放送とMMJの共同制作。福島県土湯温泉を舞台としている。全5回。

## あらすじ
京和大学温泉同好会の河井瀬梨香たち4人は、テレビの温泉に関するクイズ番組で優勝し、土湯温泉一の老舗豪華旅館「草月庵」宿泊券を獲得。意気揚々と土湯へやってくるが、当の「草月庵」は手違いのため満室状態。代わりに紹介された旅館「一ノ滝」は、やる気のない従業員、ろくに掃除もしていない部屋や大浴場など、惨憺たる有様。4人は「一ノ滝」の主人からの頼みで、旅館の再建と客集めに乗り出すが…。

## キャスト
京和大学温泉同好会
- 河合瀬梨香 - 高岡早紀
- 羽柴零子 - 常盤貴子
- 佐竹耕平 - 葛山信吾
- ジョセフ - ロバート・ホフマン

旅館「一の滝」の人々
- 名倉泰造 - 沼田爆
旅館の主人。
- 名倉司郎 - 野々村真
泰造と和代の息子。若旦那。
- 名倉和代 - 松尾嘉代
女将。
- 増田直吉 - 谷隼人
支配人。仕事はやる気がなく、裏で「一の滝」を乗っ取ろうとしているが…。
- 増田さくら - あいはら友子
直吉の妻。夫同様やる気がなく、裏で瀬梨香たちに陰湿な嫌がらせを企てる。
- 藤沢 - 寺田農
板長。極道の世界から足を洗い、板前になった。服役中に授かった息子がいるが、妻は出産時に他界。
- 北村総一朗

ほか

### ゲスト
第1話
- 佐藤忠志

第2話
- 石丸謙二郎
- 神保美喜
- 銀粉蝶

第3話
- 安達祐実

第4話
- 安原麗子

第5話
- 中尾彬

## 主題歌
- オープニング - 「抱きしめたい」（『火曜ドラマリーグ』統一主題歌）
作詞・作曲：出口雅之　編曲：葉山たけし　歌：REV
- エンディング - 「満月」
作詞・作曲・歌：松阪晶子

## スタッフ
- 監督 - 今関あきよし、太田雅晴
- 脚本 - 清水由紀
- 企画 - 大熊邦也（ABC）
- プロデューサー - 郷田美雄（ABC）、志村彰、塚本連平
- 選曲 - 御園雅也
- 技術協力 - テイクシステムズ
- 制作 - ABC、MMJ

## ネット局
| 放送対象地域  | 放送局           | 系列           | 備考                      |
| ------------- | ---------------- | -------------- | ------------------------- |
| 近畿広域圏    | 朝日放送         | テレビ朝日系列 | 制作局 現・朝日放送テレビ |
| 関東広域圏    | テレビ朝日       | テレビ朝日系列 |                           |
| 北海道        | 北海道テレビ     | テレビ朝日系列 |                           |
| 青森県        | 青森朝日放送     | テレビ朝日系列 |                           |
| 宮城県        | 東日本放送       | テレビ朝日系列 |                           |
| 秋田県        | 秋田朝日放送     | テレビ朝日系列 |                           |
| 山形県        | 山形テレビ       | テレビ朝日系列 |                           |
| 福島県        | 福島放送         | テレビ朝日系列 |                           |
| 新潟県        | 新潟テレビ21     | テレビ朝日系列 |                           |
| 長野県        | 長野朝日放送     | テレビ朝日系列 |                           |
| 静岡県        | 静岡朝日テレビ   | テレビ朝日系列 |                           |
| 石川県        | 北陸朝日放送     | テレビ朝日系列 |                           |
| 中京広域圏    | 名古屋テレビ     | テレビ朝日系列 |                           |
| 広島県        | 広島ホームテレビ | テレビ朝日系列 |                           |
| 山口県        | 山口朝日放送     | テレビ朝日系列 |                           |
| 香川県 岡山県 | 瀬戸内海放送     | テレビ朝日系列 |                           |
| 福岡県        | 九州朝日放送     | テレビ朝日系列 |                           |
| 長崎県        | 長崎文化放送     | テレビ朝日系列 |                           |
| 熊本県        | 熊本朝日放送     | テレビ朝日系列 |                           |
| 大分県        | 大分朝日放送     | テレビ朝日系列 |                           |
| 鹿児島県      | 鹿児島放送       | テレビ朝日系列 |                           |

| 朝日放送制作・テレビ朝日系 火曜ドラマリーグ 次番組から火曜ドラマへ改称 | 朝日放送制作・テレビ朝日系 火曜ドラマリーグ 次番組から火曜ドラマへ改称 | 朝日放送制作・テレビ朝日系 火曜ドラマリーグ 次番組から火曜ドラマへ改称 |
| 前番組                                                                 | 番組名                                                                 | 次番組                                                                 |
| ---------------------------------------------------------------------- | ---------------------------------------------------------------------- | ---------------------------------------------------------------------- |
| お姉さんの朝帰り （1994年1月11日 - 2月8日）                            | 湯けむり女子大生騒動 （1994年2月15日 - 3月15日）                       | お父さんは心配症 （1994年4月12日 - 5月17日）                           |